# The Scarlet Letter (film, 2004)
Pour les articles homonymes, voir La Lettre écarlate.
Pour plus de détails, voir Fiche technique et Distribution.
The Scarlet Letter (Hangeul : 주홍글씨, RR : Juhong geulshi)  est un film sud-coréen réalisé par Byeon Hyeok, sorti en 2004.

## Synopsis
Ki-hoon est inspecteur de police qui mène une double vie aux côtés de son épouse, Soo-Hyun, et auprès de sa maitresse, Ga-Hee. À cet instant Ki Hyun enquête sur le meurtre d'un gérant d'un magasin de photos et son épouse mystérieuse. Il se prépare à être père au même moment puisque sa femme est enceinte de quelques mois. Mais les choses s'avèrent compliquées lorsque Ga-Hee va aussi lui apprendre qu'elle est enceinte à son tour… 

## Fiche technique
- Titre original : 늑대소년 [1]
- Titre international : The Scarlet Letter
- Réalisation : Hyuk Byun
- Assistant réalisateur : Bae Kwang-Soo
- Scénario : Kim Young-Ha, Kang Hyun-Joo et Hyuk Byun
- Direction artistique : Kim Ji-Su
- Photographie : Choi Hyun-Ki
- Montage :  Kim Hyeong-joo
- Musique :  Lee Jae-jin
- Production : Kim Min-Gyu et Lee Seunug-Jae
- Société de production : Sidus
- Société de distribution : Showbox/Mediaplex
- Pays d'origine :  Corée du Sud
- Langue originale : Coréen
- Format : couleur - 35 mm - 1.85 : 1
- Genre : Romance, drame, Mystère, Thriller
- Durée : 115 minutes
- Date de sortie :
  -  Corée du Sud : 28 octobre 2004

## Distribution
- Han Suk-kyu  : Lee Ki-Hoon [2]
- Lee Eun-ju  : Choi Ga-Hee
- Sung Hyun-Ah : Ji Kyung-Hee
- Uhm Ji-Won : Han Soo-Hyun
- Kim Jin-Geun : Jung Myung-Sik
- Kim Min-Seong : Detective Jo
- Jeong In-Gi : Detective Ahn
- Choi Kyu-Hwan - Detective Choi
- Kim Hye-Jin - Oh Yeon-Sim
- Do Yong-Gu - Président Han

## Adwards et nominations
- 2004 Blue Dragon Film Awards
  - Nomination – Meilleur acteur – Han Suk-kyu
  - Nomination – Meilleure actrice – Lee Eun-ju
  - Nomination – Meilleur second rôle féminin – Uhm Ji-won
  - Nomination – Meilleure musique – Lee Jae-Jin
- 2005 Grand Bell Awards
  - Nomination – Meilleure actrice – Lee Eun-ju
  - Nomination – Meilleur directeur artistique – Kim Ji-Su
  - Nomination – Meilleur créateur de costumes